# Lista chorążych reprezentacji Trynidadu i Tobago na igrzyskach olimpijskich
Lista chorążych reprezentacji Trynidadu i Tobago na igrzyskach olimpijskich – lista zawodników i zawodniczek reprezentacji Trynidadu i Tobago, którzy podczas ceremonii otwarcia nowożytnych igrzysk olimpijskich nieśli flagę Trynidadu i Tobago.

## Chronologiczna lista chorążych
| Lp. | Rok i miejsce        | Chorąży          | Dyscyplina           |
| --- | -------------------- | ---------------- | -------------------- |
| 1   | 1948, Londyn         | Wilfred Tull     | Lekkoatletyka        |
| 2   | 1952, Helsinki       | Rodney Wilkes    | Podnoszenie ciężarów |
| 3   | 1956, Melbourne      | Mike Agostini    | Lekkoatletyka        |
| 4   | 1964, Tokio          | Wendell Mottley  | Lekkoatletyka        |
| 5   | 1968, Meksyk         | Roger Gibbon     | Kolarstwo            |
| 6   | 1972, Monachium      | Hasely Crawford  | Lekkoatletyka        |
| 7   | 1976, Montreal       | Hasely Crawford  | Lekkoatletyka        |
| 8   | 1980, Moskwa         | Hasely Crawford  | Lekkoatletyka        |
| 9   | 1984, Los Angeles    | Hasely Crawford  | Lekkoatletyka        |
| 10  | 1988, Seul           | Ian Morris       | Lekkoatletyka        |
| 11  | 1992, Barcelona      | Alvin Daniel     | Lekkoatletyka        |
| 12  | 1994, Lillehammer    | Gregory Sun      | Bobsleje             |
| 13  | 1996, Atlanta        | Gene Samuel      | Kolarstwo            |
| 14  | 1998, Nagano         | Curtis Harry     | Bobsleje             |
| 15  | 2000, Sydney         | Ato Boldon       | Lekkoatletyka        |
| 16  | 2002, Salt Lake City | Gregory Sun      | Bobsleje             |
| 17  | 2004, Ateny          | Ato Boldon       | Lekkoatletyka        |
| 18  | 2008, Pekin          | George Bovell    | pływanie             |
| 19  | 2012, Londyn         | Marc Burns       | Lekkoatletyka        |
| 20  | 2016, Rio            | Kenshorn Walcott | Lekkoatletyka        |